# Ciminna
Ciminna é uma comuna italiana da região da Sicília, província de Palermo, com cerca de 4.016 habitantes. Estende-se por uma área de 56 km², tendo uma densidade populacional de 72 hab/km². Faz fronteira com Baucina, Caccamo, Campofelice di Fitalia, Mezzojuso, Ventimiglia di Sicilia, Vicari, Villafrati.

## Demografia
| Variação demográfica do município entre 1861 e 2011                               |
|                                                                                   |
| Fonte: Istituto Nazionale di Statistica (ISTAT) - Elaboração gráfica da Wikipedia |